# Grasseichthys gabonensis
Grasseichthys gabonensis är en fiskart som beskrevs av Géry, 1964. Grasseichthys gabonensis ingår i släktet Grasseichthys och familjen Kneriidae. IUCN kategoriserar arten globalt som sårbar. Inga underarter finns listade i Catalogue of Life.